# Công tước
Công tước là một danh xưng để chỉ một tước hiệu quý tộc cao cấp thời phong kiến. Tước hiệu Công tước (và tương đương) từng phổ biến ở khắp châu Âu và Đông Á, tuy nhiên, đến ngày nay, chỉ còn một số quốc gia trên thế giới duy trì nền quân chủ vẫn duy trì tước vị này.

## Từ nguyên
Trong tiếng Việt, danh xưng Công tước có bắt nguồn từ trong chữ Hán (tiếng Trung: 公爵; bính âm: Gōngjué). Có nguồn gốc từ thời cổ đại Trung Quốc, tước "Công" là tước vị đứng đầu trong hệ thống Ngũ đẳng tước quý tộc thời nhà Chu, bao gồm: "Công, Hầu, Bá, Tử và Nam". Nguyên chữ [Tước; 爵] là một loại dụng cụ uống rượu thời nhà Chu, các chư hầu cần căn cứ 5 loại địa vị khác nhau sẽ mang một "tước" khác nhau, do vậy hệ thống thứ bậc giữa các chư hầu này được gọi chung là Tước vị (爵位).
Trong các tài liệu tiếng Việt, danh xưng Công tước thường được dùng để chuyển ngữ tương đương cho các tước hiệu quý tộc châu Âu có nguồn gốc từ danh hiệu dux (đốc quân) xuất phát từ thời kỳ Cộng hòa La Mã, như duc (tiếng Pháp), duke (tiếng Anh), duque (tiếng Tây Ban Nha), duca (tiếng Ý), herzog (tiếng Đức), герцог (tiếng Nga)...
Thông thường, tước hiệu Công tước được dùng cho nam giới. Đối với nữ giới sẽ có sự phân biệt về danh xưng như sau:
- Trường hợp được thừa kế tước vị, được phong tước hiệu, hoặc người hôn phối là quý tộc, tước hiệu là Nữ công tước
- Trường hợp người hôn phối không thuộc đẳng cấp quý tộc, tước hiệu là Công tước phu nhân.

Tuy vậy, tùy vào từng thời kỳ và mỗi quốc gia mà hệ thống Công tước có nhiều điểm giống nhau lẫn khác nhau.

## Hình thành và phát triển

### Đông Á

#### Trung Quốc
Sau khi giành chính quyền từ tay nhà Thương, Chu công Đán đã phò tá Chu Vũ vương xây dựng nhà Chu, định việc chia đất, phong tước cho những người có công. Theo đó, Thiên tử nhà Chu có địa vị tôn quý nhất, giữ tước Vương, các chư hầu còn lại phân thành năm bậc tước: Công, Hầu, Bá, Tử, Nam, theo thứ tự từ cao xuống thấp. Theo hệ thống này, tước Công là lớn nhất, địa vị chỉ sau Thiên tử nhà Chu, ban đầu sơ phong 4 chư hầu, gồm Tống, Quắc, Chu và Ngu, sau có thêm Tề, Lỗ, Trịnh. Mặc dù nhà Chu định ra chế độ tông pháp và các biện pháp hạn chế thế lực các chư hầu, các Công quốc cũng phát triển rất lớn mạnh, giữ thế lực nền tảng trong các chư hầu. Đến thời Xuân Thu, bắt đầu xuất hiện rất nhiều Công quốc lớn mạnh, thế lực bắt đầu lấn át Thiên tự, đáng kể như Lỗ, Trịnh. Sang thời Chiến Quốc, thời kỳ "Lễ băng Nhạc hư", Ngũ đẳng Tước chỉ còn tồn tại trên danh nghĩa, các nước tự xưng Vương.
Thời nhà Tần, triều đình theo chế độ "Nhị thập đẳng tước" (二十等爵), song trong đó không có tước Công, sau tước Vương là liền đến Hầu tước. Triều đại nhà Hán mô phỏng nhà Tần, cũng không phong tước Công vào hàng tước hiệu chính thức, chư hầu khác họ đều chỉ phong Hầu. Nếu phong tước Công, chỉ là trường hợp Nhị vương Tam khác (二王三恪) đặc thù thời nhà Chu, tức là chỉ phong các hậu duệ triều đại trước, hàm ý vỗ về trấn an. Thời Hán Thành Đế, hậu duệ nhà Chu là Chu Thừa Hưu hầu cùng hậu duệ nhà Thương là Ân Thiệu Gia hầu phong lên Công, sang thời Hán Bình Đế sửa làm Trịnh công (鄭公) cùng Tống công (宋公). Đến Đông Hán, các con trai của Hán Quang Vũ Đế cũng có tước Công, sau cũng nâng thành Vương, đến cuối thời Đông Hán mới có Tào Tháo thụ phong Ngụy công (魏公), địa vị đặc biệt ở trên các Vương.
Đến nhà Đường lại thiết lập lại, có có các tước: 
- Quốc công [國公], phong hiệu cao nhất của một tước Công, chỉ dưới Quận vương.
- Quận công [郡公], phong hiệu cao thứ 2 trong tước Công, có từ thời Tào Ngụy.
- Huyện công [縣公], phong hiệu cao thứ 3 trong tước Công, có từ thời Tào Ngụy.

Ngoài ra, con cháu của một số thánh nhân cũng được phong tước công, điển hình như các hậu duệ của Khổng Tử, được phong tước Diễn Thánh công và đây là tước vị phong kiến tồn tại lâu dài nhất trong lịch sử Trung Quốc, vì mãi đến năm 1935 thì chính phủ Trung Hoa Dân Quốc mới bãi bỏ tước vị này và thay vào đó gọi là "Phụng tự quan", vẫn cho hậu duệ của Khổng Tử đảm nhiệm cho đến tận ngày nay. Chức Phụng tự quan được trả lương và phân ngạch tương đương với bộ trưởng trong nội các chính phủ.
Phong hiệu của từng tước vị, tùy vào quy định của mỗi triều đại hoặc mỗi quốc gia mà có khác nhau. Thông thường tước Quốc công chỉ có một phong hiệu lấy từ tên của đất phong (thường là quận), như "Phong Quốc công", "Vinh Quốc công",...

#### Việt Nam
Lịch sử Việt Nam ghi nhận năm 968, Đinh Bộ Lĩnh lên ngôi, lấy hiệu là Đinh Tiên Hoàng, Nguyễn Bặc được phong làm Định Quốc công (定國公), đứng đầu các công thần, quản lý việc nội chính. Chưa rõ đây là một chức vụ hay chỉ là một tước vị, nhưng có thể xem Nguyễn Bặc là người đầu tiên trong lịch sử Việt Nam được phong bậc Công tước.
Tuy nhiên, mãi đến thời nhà Lý, chế độ phong tước vị mới bắt đầu được quy định chặt chẽ. Ngoài bậc Vương tước cao quý, chỉ dành cho các hoàng tử, các anh em và con trai khác của Hoàng đế, các tước vị Quốc công (國公) và Liệt hầu (列侯) cũng được đặt ra để dành phong cho tôn thất và công thần. Trên thực tế, tước Quốc công rất ít khi được ban phong, chỉ dành cho các đại công thần. Như Lý Thường Kiệt sinh thời được ân ban Khai Quốc công (開國公), sau khi qua đời thụ tước Việt Quốc công (越國公), thực ấp 10.000 hộ và cho người em là Lý Thường Hiến được kế phong tước Hầu. Thời nhà Trần, phàm các Thân vương vào triều làm Tể tướng, đều gọi là ["Quốc công thượng hầu"], nếu vào trong nội đình chầu thì gia thêm tước Quan nội hầu. Như Hưng Đạo vương Trần Quốc Tuấn, từng gia tước Quốc công, thêm Tiết chế Thống lĩnh thiên hạ chư quân sự.
Thời Hậu Lê, bắt đầu đặt thêm tước Quận công (郡公). Theo quan chế thời Hồng Đức, thì Quận công về văn ban ngang chánh nhất phẩm, võ ban tương tự. Tất cả có 6 tước được xếp theo thứ tự từ thấp đến cao là: Nam tước, Tử tước, Bá tước, Hầu tước, Quận công và Quốc công. Cả tước Quốc công và Quận công chỉ được vua ban cho những người trong hoàng tộc và những người có công với quốc gia. Nếu không phải người có công lao, danh vọng lớn, thì không được dự phong. Dưới thời Lê sơ, nhiều công thần hàng đầu từ thời kháng chiến chống quân Minh xâm lược (bao gồm cả Nguyễn Trãi) cũng chưa từng được phong tới Quận công. Phần lớn trong số này nếu có được phong tới tước Công thì cũng là hình thức truy tặng của nhà vua sau khi họ đã chết tới vài chục năm hoặc có trường hợp tới thậm chí cả hơn trăm năm. Dưới thời Lê-Trịnh trong hơn 200 năm với thể chế lưỡng đầu mà thực quyền thuộc về các chúa Trịnh (nối đời thế truyền vương tước) thì rất ít người ngoài hoàng tộc (tôn thất) hai họ Lê và Trịnh lúc sinh thời được phong tới tước Quốc công. Đa số dù có công lao và binh quyền rất lớn (chẳng hạn như Nguyễn Hữu Chỉnh) cũng thường chỉ được phong tới tước cao nhất là Quận công lúc sinh thời.

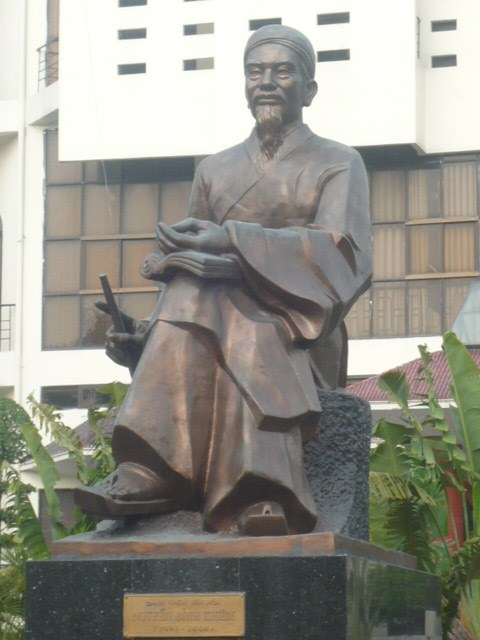
Tượng đài Trình quốc công Nguyễn Bỉnh Khiêm trong khuôn viên Thư viện Khoa học Tổng hợp Thành phố Hải Phòng

Duy chỉ có một trường hợp cực kỳ đặc biệt, Nguyễn Bỉnh Khiêm vốn chỉ là một "văn nhân thuần túy" (tức là những người không phải quan tướng nắm binh quyền và chưa từng cầm quân ra trận), không phải là công thần khai quốc và lại không có quan hệ thân thích với hoàng tộc, nhưng lại được vua nhà Mạc phong cho tước hiệu Trình Quốc công (程國公) ngay từ lúc sinh thời, gần 20 năm trước khi ông mất. Sự thật lịch sử này căn cứ vào 3 tấm văn bia do chính ông soạn lúc đã cáo quan về quy ẩn tại quê nhà. Kiểu "văn nhân cầm quân" chẳng hạn như Nguyễn Nghiễm, Nguyễn Công Trứ hay Trương Đăng Quế có nhiều cơ hội để lập quân công với triều đình hơn kiểu "văn nhân thuần túy" nên họ thường được phong tước hiệu cao hơn. Việc phong tước hiệu Quốc công cho Nguyễn Bỉnh Khiêm ngay từ lúc còn sống đã chứng tỏ sự trân trọng cực lớn mà vua Mạc dành cho ông và có thể xem đây là một sự ghi nhận mang tính biểu tượng của nhà vua đối với những đóng góp của ông cho triều đại này.
Thờ nhà Nguyễn đặt thêm tước Thân công ( 親公), xếp trên cả Quốc công và Quận công, chỉ xếp sau tước Vương. Tước Thân công và Quốc công chỉ dùng để phong cho các hoàng tử. Các công thần dù công lao to lớn đến đâu cũng chỉ được phong đến tước Quận công. Một số trường hợp rất hiếm hoi mới được truy phong lên tước Quốc công sau khi đã qua đời, mà chủ yếu là các trọng thần có con gái được truy phong hiệu hoàng hậu.
Sau Cách mạng tháng 8, Việt Nam Dân chủ Cộng hòa được thành lập, bãi bỏ chế độ quân chủ. Hệ thống tước vị quý tộc cũng bị bãi bỏ hoàn toàn.

#### Triều Tiên
Trong lịch sử Triều Tiên, tước vị Gongjak  (공작) xuất hiện lần đầu tiên vào triều đại Goryeo và giữ vị trí cao nhất trong năm bậc Gong (공), Hu (후), Baek (백), Ja (자) và Nam (남). Tước vị Công tước cũng được phân làm 2 bậc nhỏ là Gukgong (국공, Quốc công) và Gungong (군공, Quận công). Thông thường các vương tử Cao Ly sẽ được phong tước Hầu (Hu) rồi mới được thăng lên tước Công (Gong).
Vào thời Trung Liệt vương, Cao Ly bị suy yếu và bị nội thuộc của nhà Nguyên, tuy các vua Cao Ly vẫn được làm vua, nhưng mất thực quyền, phải xưng thần với thiên triều nhà Nguyên, thậm chí, vua Nguyên là Hốt Tất Liệt còn cấm các vua Cao Ly không được phép truy đặt miếu hiệu. Tước Công cũng không được sử dụng. Mãi đến thời Cung Mẫn vương, Cao Ly mới thoát được ách của người Mông Cổ, tước Công cũng vì thế được phục hồi.
Đến triều đại Joseon, vua Thái Tông không muốn máy móc rập khuôn Trung Hoa, nên đã cho đổi tước Công thành Phủ viện Đại quân (府院大君, 부원대군, Buwon Daegun), tước Hầu thành Quân (君, 군, Gun), tước Bá thành Phủ viện quân (府院君, 부원군, Buwongun). Sau khi Đế quốc Đại Hàn được thành lập vào năm 1897, đại thần Shim Soon-taek, người có đóng góp lớn nhất trong việc thành lập Đế quốc, đã được Hoàng đế Cao Tông phong tước hiệu Thanh Ninh công (靑寧公, 청녕공, Cheongnyeonggong) vào năm 1906.
Tuy nhiên, chỉ đến năm 1910, Đế quốc Đại Hàn bị sát nhập vào Đế quốc Nhật Bản. Hoàng đế Đại Hàn bị hạ xuống hàng Vương tước. Các quý tộc Đại Hàn cũng bị giáng một cấp để nhập vào hệ thống Hoa tộc của Nhật Bản. Sau năm 1945, Bán đảo Triều Tiên hình thành nên 2 chính thể cộng hòa riêng biệt, vì thế, hệ thống quý tộc cũng hoàn toàn bị bãi bỏ.

#### Nhật Bản
Không như các nước đồng văn Triều Tiên và Việt Nam, tước hiệu Công tước (公爵 kōshaku) được sử dụng khá muộn tại Nhật Bản. Dưới Đạo luật Quý tộc ngày 7 tháng 7 1884, do Itō Hirobumi đề xuất, triều đình Minh Trị mở rộng giai cấp quý tộc truyền đời Kazoku như một phần thưởng cho những người có đóng góp quan trọng cho quốc gia. Giai cấp Kazoku được phân thành thành 5 bậc rõ ràng, dựa trên hệ thống quý tộc Anh, nhưng với tên hiệu từ quý tộc Trung Quốc cổ đại. Bậc Công tước là bậc cao quý nhất trong Hoa tộc, chỉ đứng sau Vương tước của Hoàng gia. Con cháu của 5 gia tộc nhiếp chính (ngũ nhiếp gia, 五摂家, go-seike): nhà Gia tộc Fujiwara (Konoe, Takatsukasa, Kujo, Ichijo, và Nijo) tất cả đều trở thành Công tước. Ngoài ra, tước vị Công tước còn được ban phong cho cựu Shōgun Mạc phủ Tokugawa Keiki cũng được phong bậc Công tước. Sửa đổi năm 1904 của Luật Hoàng gia năm 1889 cho phép các Hoàng tử nhỏ tuổi (ō) của Hoàng tộc từ bỏ địa vị Hoàng gia và trở thành quý tộc (dựa trên quyền của chính họ hay trở thành người thừa kế các quý tộc không có con).
Như trong hệ thống quý tộc Anh, chỉ có người thực sự nắm giữ tước hiệu và phu nhân mới được coi là một thành viên của Hoa tộc. Các Công tước và Hầu tước tự động trở thành thành viên của Quý tộc Viện trong Nghị viện Nhật Bản theo thừa kế hay đến tuổi trưởng thành (trong trường hợp quý tộc này còn nhỏ tuổi).
Hiến pháp Nhật Bản hủy bỏ hệ thống Hoa tộc và chấm dứt việc sử dụng tất cả các tước hiệu quý tộc ngoài Hoàng gia hiện thời. Tuy vậy, nhiều hậu duệ của các gia đình Hoa tộc vẫn tiếp tục đóng một vai trò quan trọng trong công nghiệp và xã hội Nhật Bản.

### Châu Âu
Thời kỳ Cộng hòa La Mã, danh hiệu dux (đốc quân) trong tiếng Latinh được dùng để đề cập đến một chỉ huy quân sự mà không có một cấp bậc chính thức, và sau này nó được hiểu là một danh vị cho người đứng đầu chỉ huy về quân sự một tỉnh của La Mã. Sau khi đế chế Tây La Mã sụp đổ, những nhà cai trị của đế chế Frank đã phong cho các  thủ lĩnh bộ tộc đã thần phục danh vị dux như một sự công nhận quyền lực quân sự và hành chính của họ tại các vùng đã được người Frank chinh phục. Về thứ hạng, đây là danh vị cao quý trong đế chế Frank, chỉ đứng sau danh vị rex (nhà cai trị).
Khi đế chế Frank tan rã, quyền lực trung ương bị chia rẽ giữa các hậu duệ của Carolus Magnus. Các dux là thủ lĩnh bộ tộc, với thế lực hùng mạnh dần trở nên bất phục những người cai trị Frank. Họ cũng đồng thời thâu tóm các quyền lực bộ tộc và truyền vị lại cho những người thừa kế của mình thay vì thông qua bầu cử như truyền thống. Ngay từ thế kỷ thứ VI, Eudes xứ Aquitaine, dux của các vùng Aquitania và Wasconia, là người đầu tiên truyền lại vùng lãnh thổ do mình cai trị lại cho con cháu. Đến thế kỷ thứ X, khi Vương triều Caroling dần suy yếu, tất cả các dux đã chuyển các vùng lãnh thổ mà đế chế Frank giao cho họ cai quản trở thành những lãnh địa thuộc quyền sở hữu cá nhân với quyền cha truyền con nối. Những nhà cai trị gốc Frank về sau, cuối cùng cũng phải công nhận địa vị và quyền thừa kế của các dux nhằm đổi lấy sự thần phục ít nhất là về mặt danh nghĩa. Đây chính là khởi nguồn của tước hiệu Công tước trong hệ thống giai cấp quý tộc châu Âu sau này. Vào thời Trung cổ, các lãnh địa do các công tước cai trị, hay công quốc, là những lãnh thổ chủ quyền có địa vị cao, chỉ sau các vương quốc.

#### Pháp

Mũ miện của Công tước ở Pháp

Tại Tây Frank, khu vực mà về sau phát triển chủ yếu thành nước Pháp, tước vị này được gọi là duc trong tiếng Pháp. Vào đầu Vương triều Capet, nhiều công quốc hùng mạnh như Normannia ở phía Bắc, Britannia ở phía Tây, Burgundia ở phía Đông, và Aquitania ở phía Nam, tồn tại như những "nhà nước độc lập" thực sự với cơ cấu cai trị riêng, cạnh tranh quyền lực với các vua Pháp, về mặt nào đó, cũng không hơn gì một lãnh chúa với quyền lực thực tế chỉ giới hạn trong vùng Île-de-France. Tuy nhiên, nhà Capet đã khôn khéo vận dụng cái gọi là "Phép lạ nhà Capet" (tiếng Pháp: Miracle capétien), đã lần lượt thu tóm quyền lực, loại trừ các lãnh chúa phong kiến khỏi chính quyền hoàng gia, chuyển hóa dần các lãnh địa độc lập thành những thái ấp chư hầu. Dần dần, quyền lực lãnh thổ của các công tước giảm dần khi quyền lực của hoàng gia ngày càng tăng, và tước vị công tước cuối cùng không hơn gì một tước hiệu phẩm giá.
Nhìn chung, trong thời kỳ phong kiến pháp, địa vị duc được phân thành 3 bậc:
- Công vương (les duchés-pairies, công tước đồng đẳng): là địa vị cao công tước cao quý nhất, tương đương địa vị Fürst trong truyền thống Đức. Được thành lập năm 1275, dưới triều vua Philippe III, ban đầu được phong cho 6 giám mục, 3 công tước và 3 bá tước thế tục. Các vương công được hưởng nhiều đặc quyền, bao gồm cả quyền ngồi vào quốc hội Paris. Các đặc quyền này phải được đăng ký tại Quốc hội, từ đó tước hiệu trở thành cha truyền con nối. Trừ các giám mục không có quyền thừa kế, các vương công thế tục có quyền lựa chọn từ chức tước vị của họ để ủng hộ một trong những người thừa kế của họ, người sau đó nhận được một tước vị công tước khác, trở thành đồng cấp với người giữ tước hiệu đó. Vì vậy, nhiều tước vị được “nhân đôi” giữa cha và con, vì vậy còn được gọi là công tước đồng đẳng.
- Công khanh (les duchés non pairies, công tước phi đồng đẳng): là địa vị công tước cao quý, được đăng ký thừa kế cha truyền con nối. Tuy nhiên, điểm khác biệt là địa vị của người thừa kế không đồng đẳng với người giữ tước vị, do đó không có vị trí trong Nghị viện.
- Công tước (les ducs à brevet d'honneur, công tước danh dự): thực ra đây không phải là một tước vị, mà chỉ là một tước hiệu cá nhân, không kèm theo thái ấp. Tước hiệu này không được truyền thừa nên không cần phải đăng ký tại Quốc hội. Tuy nhiên, các công tước danh dự vẫn được hưởng tất cả các đặc quyền như các công tước công khanh.

Cũng như các tước hiệu quý tộc khác, tước hiệu công tước bị bãi bỏ trong thời kỳ Cách mạng Pháp, sau đó được phục hồi trong các thời kỳ Đệ Nhất và Đệ Nhị Đế chế. Khi chính thể Đệ Tam Cộng hòa được thành lập, tuy không chính thức bãi bỏ, nhưng cũng không thừa nhận hệ thống tước hiệu quý tộc. Danh hiệu duc ngày nay chỉ còn tồn tại  thông qua các gia tộc như một truyền thống lâu đời được duy trì chứ không còn mang một ý nghĩa đặc biệt nào.

#### Đức
Tại Đông Frank, khu vực mà về sau phát triển chủ yếu thành nước Đức, tước vị này được biến đổi thành herzog trong tiếng Đức. Sau khi Vương triều Caroling tan rã, các công quốc bộ tộc được tái thành lập, hình thành 5 công quốc gốc đầu tiên của người Đức. Đó là các công quốc Franconia, Lotharingia, Allemania, Saxonia và Bavaria. Mặc dù các vị vua của Vương triều Otto đã cố gắng giữ các công quốc như là một nhánh kiểm soát địa phương của vương quyền, nhưng đến triều đại  Heinrich IV, các dux đã biến các công quốc thành những lãnh thổ kế vị riêng cha truyền con nối về mặt chức năng.
Tuy nhiên, vào thế kỷ 12 và 13, lãnh thổ của các công quốc gốc bắt đầu bị phân mảnh do sự phân chia tài sản thừa kế. Nhiều lãnh địa nhỏ hơn được hình thành, đồng thời, các quý tộc cũng có thể mở động hoặc thu giảm các lãnh địa cai trị của mình thông qua các hoạt động chuyển mua bán, chuyển nhượng, cũng như được Hoàng đế ban phong, hình thành nên các vùng lãnh địa cai trị riêng nhất định, thường bị chia cắt về mặt địa lý. Năm 939, Công quốc Franconia bị chia thành các bá quốc và giáo phận vương quyền nhỏ, đặt chúng trực tiếp dưới quyền cai trị của các vua Đức. Năm 959, Công quốc Lotharingia được chia thành Thượng Lotharingia và Hạ Lotharingia. Năm 976, Công quốc Bavaria được chia thành các công quốc Bavaria (nhỏ hơn) và Carinthia. Tiếp theo, Công quốc Allemania được chia nhỏ lần lượt vào các năm 1079 và 1098. Năm 1156, Bá quốc Áo tách khỏi Bavaria và được nâng lên thành một công quốc. Đến năm 1180, Công quốc Styria cũng tách khỏi Bavaria. Công quốc Merania cũng được hình thành trong giai đoạn này. Tương tự, Công quốc Saxonia được chia thành Công quốc Westphalia và Công quốc Saxonia nhỏ hơn. Quá trình phân chia phức tạp đã dẫn đến một hệ quả rối rắm và chồng chéo giữa tước hiệu và lãnh địa cai trị.

#### Anh

Mũ của Công tước ở Anh

Ở Vương quốc Anh và các nước Châu Âu khác, tước [Công tước; Duke] thường được trao cho các Vương tử (Prince) đã cưới vợ, nhưng không phải Vương tử nào cũng vậy. Vợ của các Công tước sẽ được trao danh hiệu [Công tước phu nhân; Duchess]. Tại Châu Âu, Công tước luôn có đất phân (là một cụm quận hay hạt), được gọi là [Duchy], và khác với cách gọi của ngôn ngữ Đông Á đem tên đất phong lên đầu, tước Duke của Châu Âu lại đem tên đất phong ở sau, xen giữa là chữ (of), ví dụ [Duke of Edinburgh], tức Công tước xứ Edinburgh.

#### Thụy Điển
Theo văn hóa Châu Âu, các Trữ quân tuy được định sẽ kế thừa Quốc tước (Vương) của cha, nhưng vẫn được phái đến đất phong cố định theo truyền thống cho đến khi chính thức thừa tước, đôi khi chỉ đơn giản là dành cho con trưởng. Điển hình như Công tước xứ Cornwall (Duke of Cornwall) là chức tước luôn được ban cho người con trai lớn tuổi nhất của vương thất Anh, và Công tước xứ Rothesay (Duke of Rothesay) cho Trữ quân của ngai vàng Vương quốc Scotland, tuy nhiên sau năm 1707 thì trở thành tước phong kèm theo Trữ quân của ngai vàng Anh, bên cạnh Thân vương xứ Wales. Hiện tại William, Thân vương xứ Wales vừa là Thân vương xứ Wales, vừa là Công tước xứ Rothesay. Sang thế kỷ 19, nhiều vùng đất nhỏ trong lãnh thổ nước Đức và Ý được cai trị bởi những Công tước hoặc Đại công tước. Ngày nay, ngoại lệ có công quốc Luxembourg được cai trị bởi một công tước. Công tước là tước hiệu thế tập cao nhất trong các vương triều ở Bồ Đào Nha, Scandinavia, Tây Ban Nha và Vương quốc Anh.
Ngoài ra, các "Duke" cũng có thể sở hữu một công quốc tương tự các "Công tước" (Prince), ví dụ như: Công tước xứ Bourgogne, Công tước xứ Normandy và Công tước xứ Aquitane,... và họ thường là chư hầu cho các vị Quốc vương (King) hoặc thậm chí có thể độc lập.

## Vấn đề giải nghĩa
Rắc rối nảy sinh khi từ Công tước thường được dùng để dịch một trong 2 từ tiếng Anh: Duke hoặc Prince. Trong trường hợp thứ 2, để tránh nhầm lẫn với Duke, người ta có thể thay bằng các từ khác như Quận công, Thân vương. Tuy nhiên, trong trường hợp Prince là quân chủ của một Principality thì có thể dùng Thân vương, Vương công, Công quốc vương cho nhất quán với tên nước.
Hiện nay ở châu Âu còn tồn tại 3 quốc gia loại Principality là Andorra, Liechtenstein và Monaco. Nguyên thủ các quốc gia này đều có tước hiệu Prince và đương nhiên được gọi là Thân vương. Theo quy định, cùng cai quản Andorra là Tổng thống Pháp và Giám mục xứ Urgel, và hai người này cùng mang tước hiệu Đồng Thân vương xứ Andorra (Co-Prince of Andorra; coprince d’Andorre).

### Hiện đại

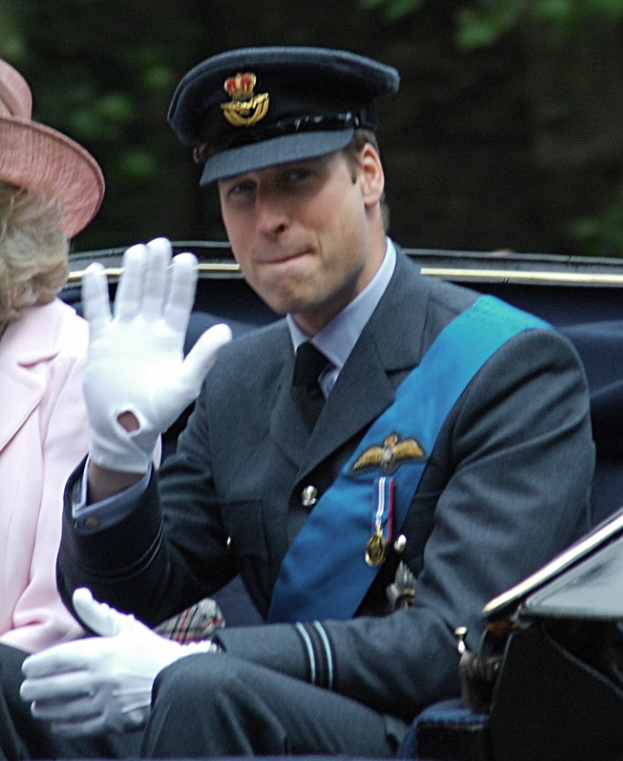
Vương tử William, Công tước xứ Cornwall

## Các Công tước nổi bật

### Anh
- Philippos của Hy Lạp và Đan Mạch, Công tước xứ Edinburgh
- Vương tử William, Công tước xứ Cornwall
- Cựu vương Edward VIII, Công tước xứ Windsor

### Tây Ban Nha

Mũ miện của Công tước ở Tây Ban Nha

- Carlos Zurita, Công tước xứ Soria
- Iñaki Urdrangarin, Công tước xứ Palma de Mallorca

### Thụy Điển
- Victoria của Thụy Điển, Nữ Công tước xứ Västergötland
- Vương tử Carl Philip, Công tước xứ Värmland

## Danh sách Công tước phu nhân
- Catherine Middleton, Công tước phu nhân xứ Cornwall
- Sophia Hellqvist, Công tước phu nhân xứ Värmland
- Alice Montagu Douglas Scott, Công tước phu nhân xứ Gloucester